# Lafitte-Vigordane
Lafitte-Vigordane (em occitano:  La Hita Bigordana) é uma comuna francesa na região administrativa da Occitânia, no departamento do Alto Garona. Estende-se por uma área de 11.38 km², com 1.209 habitantes, segundo o censo de 2018, com uma densidade de 110 hab/km².